# Grupo GT3 (FIA)

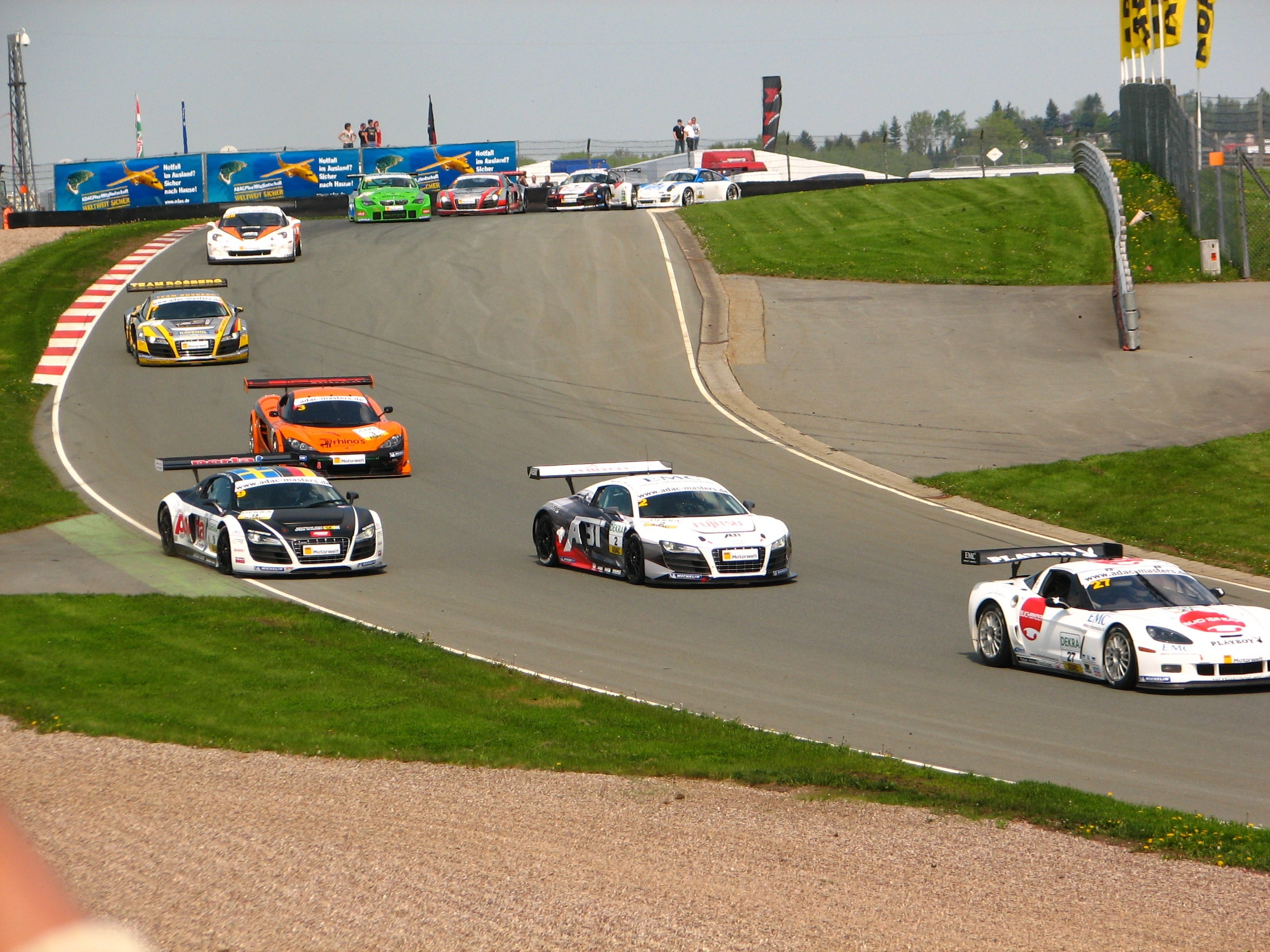
Corrida de carros do grupo GT3.

Grupo GT3, conhecido no meio técnico como Cup Grand Touring Cars e comumente chamado simplesmente de GT3, é uma designação atribuída pela Federação Internacional do Automóvel (FIA) no seu International Sporting Code (ISC), que denota carros de corrida do tipo "Gran Turismo". A categoria GT3, foi criada inicialmente em 2005 pelo Grupo SRO como o terceiro degrau das competições de gran turismo, abaixo dos grupos GT1 e GT2 que eram utilizados no Campeonato FIA GT, e lançou sua própria série de competições em 2006, o Campeonato Europeu FIA GT3. Desde então, o Grupo GT3 se expandiu para se tornar uma categoria de fato em competições nacionais e internacionais, admitindo inclusive modificações na especificação original da FIA. Até 2013, cerca de vinte fabricantes tinham construído ou sido representados por modelos GT3.
O Grupo GT3 permite a homologação de uma grande variedade de carros sem praticamente nenhuma limitação no tamanho dos motores, configuração, construção do chassi ou layout. Os carros GT3 devem ser baseados em carros de produção em massa. A performance dos carros GT3 é regulamentada pelo escritório GT da FIA ou pelo corpo técnico de uma série específica, através de um equilíbrio de performance ajustando limites de potência, peso, gerenciamento do motor e aerodinâmica para evitar que um determinado fabricante se torne dominante na classe. Os carros GT3 são projetados para ter um peso entre 1.200 e 1.300 kg e potência entre 500 e 600 hp. Com isso, todos os carros têm uma relação peso/potência bem semelhante, mas conseguido ou por grande potência e grande peso, como o Mercedes-Benz SLS AMG ou baixa potência e baixo peso, como o Porsche 911 GT3.
Os carros GT3 possuem também: controle de tração, freio ABS e macacos internos a ar para pit stops rápidos.[carece de fontes?]

## Ligações Externas
- FIA - ISC - 2014 (em inglês)